# Bohumír Bartoněk
Bohumír Bartoněk (* 10. května 1939) je bývalý československý motocyklový závodník, reprezentant v ploché dráze.

## Závodní kariéra
Několikanásobný účastník Mistrovství Československa na klasické ploché dráze, nejlépe skončil na 4. místě v roce 1959. V Mistrovství světa družstev skončil v roce 1960 v Göteborgu na 3. místě a v roce 1961 ve Wroclawi na 4. místě. V Mistrovství světa jednotlivců na ploché dráze se umístil nejlépe na 15. místě v kontinentálním finále ve Slaném. Startoval i na ledové ploché dráze, 9. března 1975 se jeho motocykl při závodě ve Svratouchu probořil pod led a od té doby je v reglementu stanoven minimální limit tloušťky ledu pro konání závodu na 15 cm.

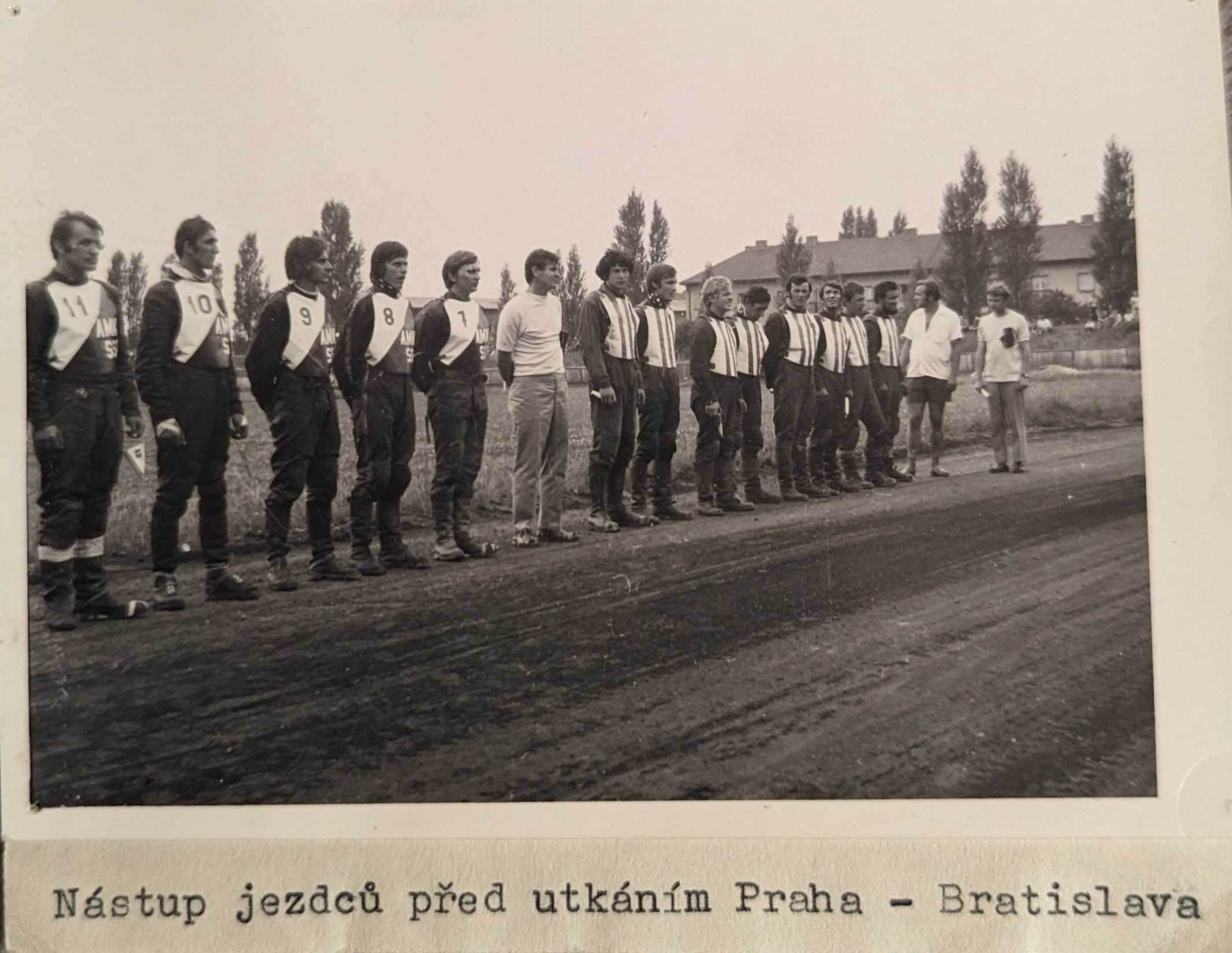
Nástup jezdců před utkáním Praha - Bratislava

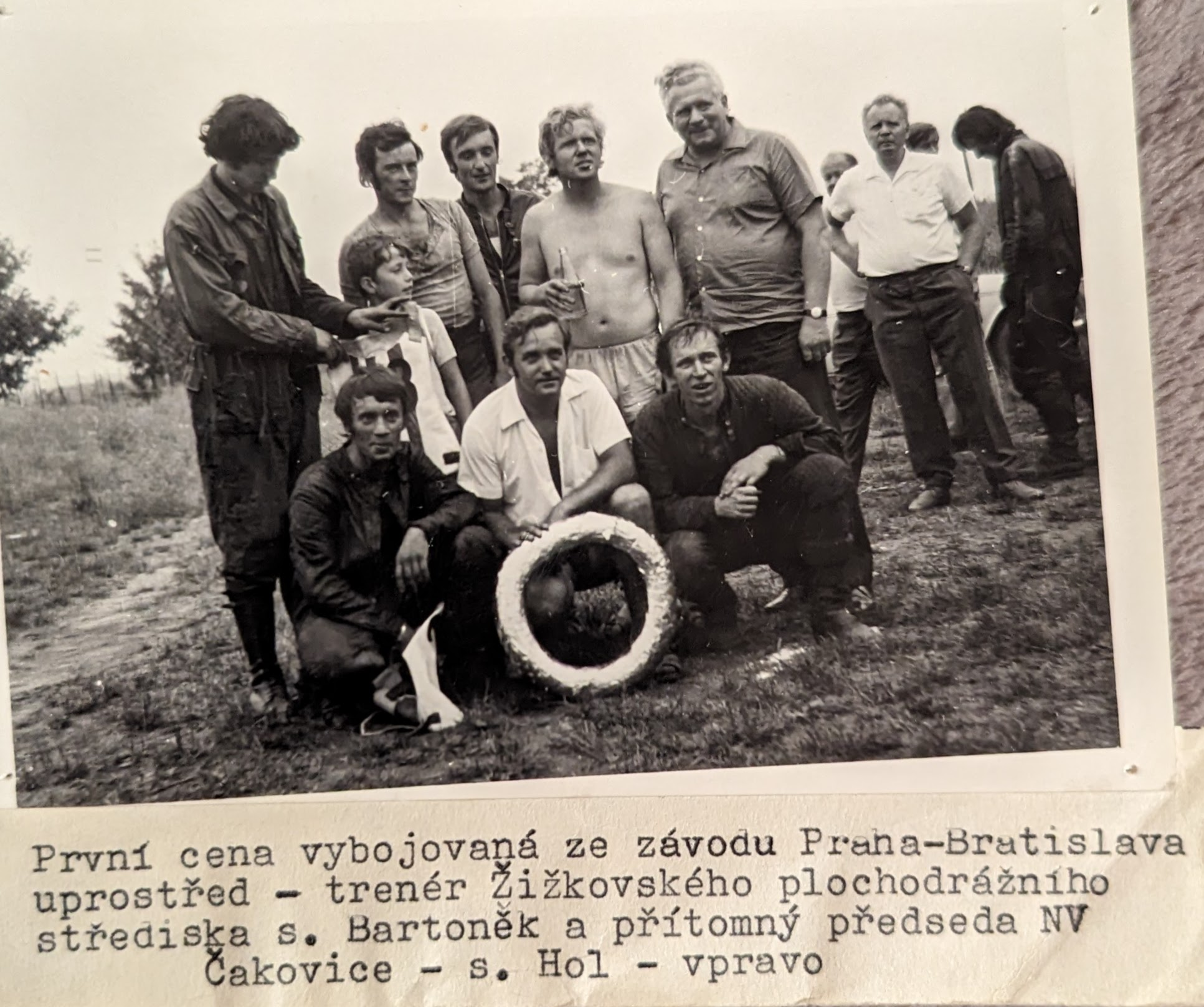
První cena vybojovaná ze závodu Praha-Bratislava uprostřed trenér Žižkovského plochodrážního střediska Bartoněk a přítomný předseda NV Čakovice Hol - vpravo